# Internat

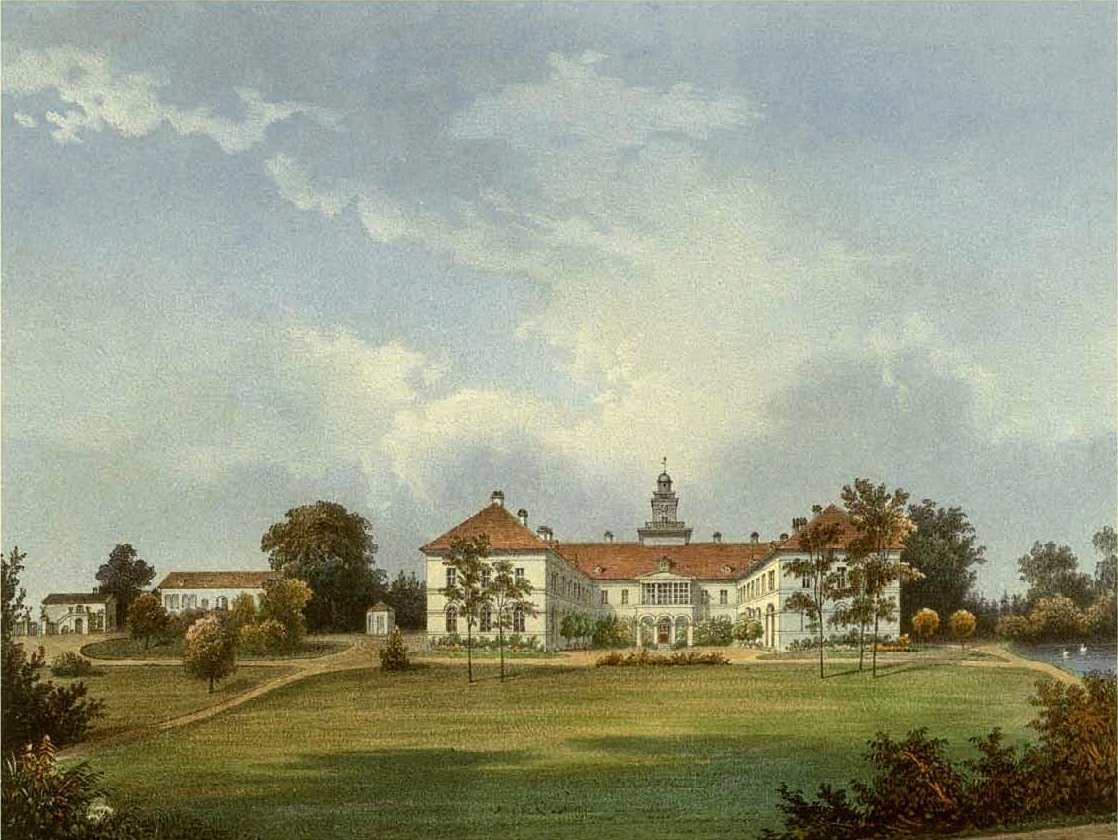
Grafika przedstawiająca internat w Tułowicach

Internat (łac. internus – wewnętrzny) – prowadzony przez szkołę zakład opiekuńczy dla młodzieży uczącej się poza miejscem zamieszkania.
Po zajęciach szkolnych młodzież mieszkająca w internacie znajduje się pod opieką wychowawców.
W budynkach internatów zamieszkuje liczba młodzieży szkolnej odpowiednia do liczby pokoi. Młodzież zamieszkuje najczęściej w pokojach 2- lub 3-osobowych. Nad młodzieżą sprawowana jest przez całą dobę opieka pedagogiczna. Chętni bardzo często mogą skorzystać z bezpłatnych korepetycji w różnych dziedzinach np. matematyka, fizyka, elektrotechnika. Stołówka internatu często zapewnia młodzieży pełne wyżywienie.
Odpowiednik internatu, który nie jest prowadzony przez szkołę, to bursa szkolna.